# Дафф, Дик
Терренс Ричард Дафф (англ. Terrance Richard Duff; род. 18 февраля 1936, Киркланд-Лейк) — канадский хоккеист, игравший на позиции левого нападающего. Шестикратный обладатель Кубка Стэнли в составе «Торонто Мейпл Лифс» (1962, 1963) и «Монреаль Канадиенс» (1965, 1966, 1968, 1969), семикратный участник матчей всех звёзд НХЛ.
С 2006 года член зал хоккейной славы.

## Карьера

### Игровая карьера
Начал свою хоккейную карьеру в молодёжной команде «Торонто Сент-Майклс Мэйджорс», за которую играл с 1953 по 1955; помимо игры за молодёжную команды он играл в НХЛ за «Торонто Мейпл Лифс». С 1955 года он стал частью команды, с которой выиграл два Кубка Стэнли подряд в 1962 и 1963 годах.
В 1964 году был обменян в «Нью-Йорк Рейнджерс», где играл оставшуюся часть сезона и начало следующего. В том же году перешёл в «Монреаль Канадиенс», с которым выиграл четыре Кубка Стэнли. В дальнейшем играл за «Лос-Анджелес Кингз» и «Баффало Сейбрз», в котором и завершил свою игровую карьеру.
Всего провёл в НХЛ 1030 матчей, заработав 572 очка (283+289).

### Тренерская карьера
В качестве помощника главного тренера работал с «Торонто Мейпл Лифс», в сезоне 1979/80 был главным тренером два матча.

## Признание
13 ноября 2006 года был введён в зал хоккейной славы, а в 2014 году стал членом Зала спортивной славы Онтарио.